# Odette Mistoul
Odette Mistoul (họ sau khi kết hôn Kingbou; sinh 22 tháng 2 năm 1959) là một cựu vận động viên điền kinh trong sân vận động người Gabon từng thi đấu bộ môn đẩy tạ. Bà đại diện cho đất nước của mình tại Thế vận hội Mùa hè 1984, đứng thứ 13 trong trận chung kết. Bà là người cầm cờ Olympic của quốc gia năm đó. Bà đã giành được ba huy chương vàng đầu tiên trong nội dung đẩy tạ nữ tại Giải vô địch điền kinh châu Phi từ năm 1979 đến năm 1984.
Bà đã tham gia lễ khai mạc của Giải vô địch thế giới về điền kinh năm 1983 và là người vào chung kết tại 1979 IAAF World Cup. Trong các cuộc thi khác, bà đã hai lần chiến thắng tại Giải vô địch điền kinh Trung Phi và giành huy chương đồng tại Giải vô địch châu Phi năm 1985 về điền kinh.
Thành tích tốt nhất của bà là 15.51 m (50 ft 101⁄2 in) môn đẩy tạ và 36.31 m (119 ft 11⁄2 in) môn ném đĩa vẫn là kỉ lục Gabon cho các môn này.
Sau khi nghỉ hưu môn điền kinh, bà vẫn tham gia vào môn thể thao này và là ứng cử viên ủy ban phụ nữ cho Hiệp hội Liên đoàn điền kinh quốc tế.

## Cuộc thi quốc tế
| Năm  | Giải đấu                      | Địa điểm                   | Thứ hạng | Nội dung | Chú thích  |
| ---- | ----------------------------- | -------------------------- | -------- | -------- | ---------- |
| 1978 | Central African Championships | Libreville, Gabon          | 1st      | Shot put | 12.44 m    |
| 1979 | African Championships         | Dakar, Senegal             | 1st      | Shot put | 13.45 m CR |
| 1979 | IAAF World Cup                | Montreal, Canada           | 8th      | Shot put | 13.71 m    |
| 1980 | Central African Championships | Brazzaville, Congo         | 1st      | Shot put | 13.80 m    |
| 1982 | African Championships         | Cairo, Egypt               | 1st      | Shot put | 14.21 m CR |
| 1983 | World Championships           | Helsinki, Finland          | 18th (q) | Shot put | 14.23 m    |
| 1984 | African Championships         | Rabat, Morocco             | 1st      | Shot put | 15.51 m CR |
| 1984 | Olympic Games                 | Los Angeles, United States | 13th     | Shot put | 14.59 m    |
| 1985 | African Championships         | Cairo, Egypt               | 3rd      | Shot put | 14.54 m    |